# Le Vallon (téléfilm)
Pour le roman, voir Le Vallon.
Le Vallon (The Hollow) est un téléfilm britannique de la série télévisée Hercule Poirot, réalisé par Simon Langton, sur un scénario de Nick Dear, d'après le roman Le Vallon, d'Agatha Christie.
Ce téléfilm, qui constitue le 53e épisode de la série, a été diffusé pour la première fois le 30 aout 2004 sur le réseau d'ITV.

## Synopsis
Poirot, venu passer un week-end tranquille dans son cottage, est invité à dîner chez ses riches voisins, les Angkatell. Sont aussi présents d'autres membres de la famille. Au cours du séjour, le médecin John Christow est retrouvé abattu d'une balle près de la piscine, sa femme se tenant à côté de lui un revolver à la main. Mais pour Poirot, cela ressemble plutôt à une mise en scène.

## Fiche technique
- Titre français : Le Vallon
- Titre original : The Hollow
- Réalisation : Simon Langton
- Scénario : Nick Dear, d'après le roman Le Vallon (The Hollow) (1946) d'Agatha Christie
- Décors : Michael Pickwoad
- Costumes : Sheena Napier
- Photographie : James Aspinall
- Montage : Andrew John McClelland
- Musique originale : Christopher Gunning
- Casting : Maureen Duff et Gail Stevens
- Production : Margaret Mitchell
  - Production déléguée : Michele Buck, Phil Clymer, Delia Fine et Damien Timmer
  - Production associée : David Suchet
- Sociétés de production : London Weekend Television, A&E Television Networks, Agatha Christie Ltd.
- Durée : 100 minutes
- Pays d'origine :  Royaume-Uni
- Langue originale : Anglais
- Genre : Policier
- Ordre dans la série : 53e - (4e épisode de la saison 9)
- Première diffusion :
  -  France : 5 mai 2004 sur TMC<
  -  Royaume-Uni : 30 aout 2004 sur le reseau d'ITV

## Distribution
- David Suchet (VF : Roger Carel) : Hercule Poirot
- Jonathan Cake (VF : Olivier Cordina) : John Christow
- Megan Dodds (VF : Sybille Tureau) : Henrietta Savernake
- Sarah Miles (VF : Michèle Bardollet) : Lucy Angkatell
- Edward Fox (VF : Michel Paulin) : Gudgeon (le majordome)
- Claire Price (VF : Christine Sireyzol) : Gerda Christow
- Lysette Anthony (VF : Juliette Degenne) : Veronica Cray
- Tom Georgeson (VF : Philippe Ariotti) : Inspecteur Grange
- Edward Hardwicke (VF : Jean-François Laley) : Sir Henry Angkatell
- Caroline Martin : Midge Hardcastle
- Jamie de Courcey : Edward Angkatell
- Ian Talbot : Victor Simms
- Lucy Briers : Beryl Collins
- Dale Rapley : Sergent Coombes
- Teresa Churcher (en) : Elsie Patterson
- Harriet Cobbold : Simmons
- Andrew Watson : un jeune officier
- Paula Jacobs : Mrs Pearstock

Source doublage : RS doublage et Nouveau Forum Doublage Francophone

## Différences avec le roman
Si le téléfilm est relativement fidèle au roman, il faut toutefois noter la disparition du personnage de David Angkatell et quelques simplifications dans l'intrigue, comme l'omission de la tentative de suicide d'Edward Angkatell et de sa visite à Londres à la boutique de Madame Alfrege.

## Autour de ce téléfilm
L'acteur Edward Hardwicke a incarné le docteur Watson dans la série  "Sherlock Holmes" (1984-1994).